# Raymond Rutting
Raymond Rutting (Utrecht, 1962) is een Nederlandse fotojournalist. Hij is als zodanig sinds 1985 werkzaam.
Van 1989 tot 2001 werkte hij voor het ANP. In deze periode heeft hij lange tijd het Koninklijk huis gefotografeerd tijdens nationale en internationale reizen en bezoeken. Ter gelegenheid van haar 60e verjaardag portretteerde hij koningin Beatrix en volgde hij het Koninklijk bruidspaar tijdens het kennismakingsbezoek van prinses Máxima. Inmiddels is hij al een aantal jaren werkzaam voor de Volkskrant. Zijn foto’s verschenen in gerenommeerde kranten en tijdschriften als de The New York Times, Time, The Guardian, Stern en National Geographic.
Rutting heeft zich ontwikkeld tot een veelzijdig en productief nieuwsfotograaf met een eigen stijl. In 2004 maakte hij wereldwijd opmerkelijke foto’s, van de bomaanslagen in Madrid, de Nederlandse militairen in Irak, de Amerikaanse verkiezingen en indrukwekkende foto’s van de slachtoffers van de tsunami. Hij is voor vele jonge fotografen een inspirerend voorbeeld en geeft masterclasses en workshops bij de Fotovakschool in Apeldoorn en bij de Stichting Statief. 
In 1997 en 2004 werd Rutting uitgeroepen tot Fotojournalist van het Jaar en hij is vele malen onderscheiden in diverse categorieën van de Zilveren Camera.
In november 2005 werd hij benoemd tot Officier in de Orde van Oranje-Nassau.

## Enkele foto's

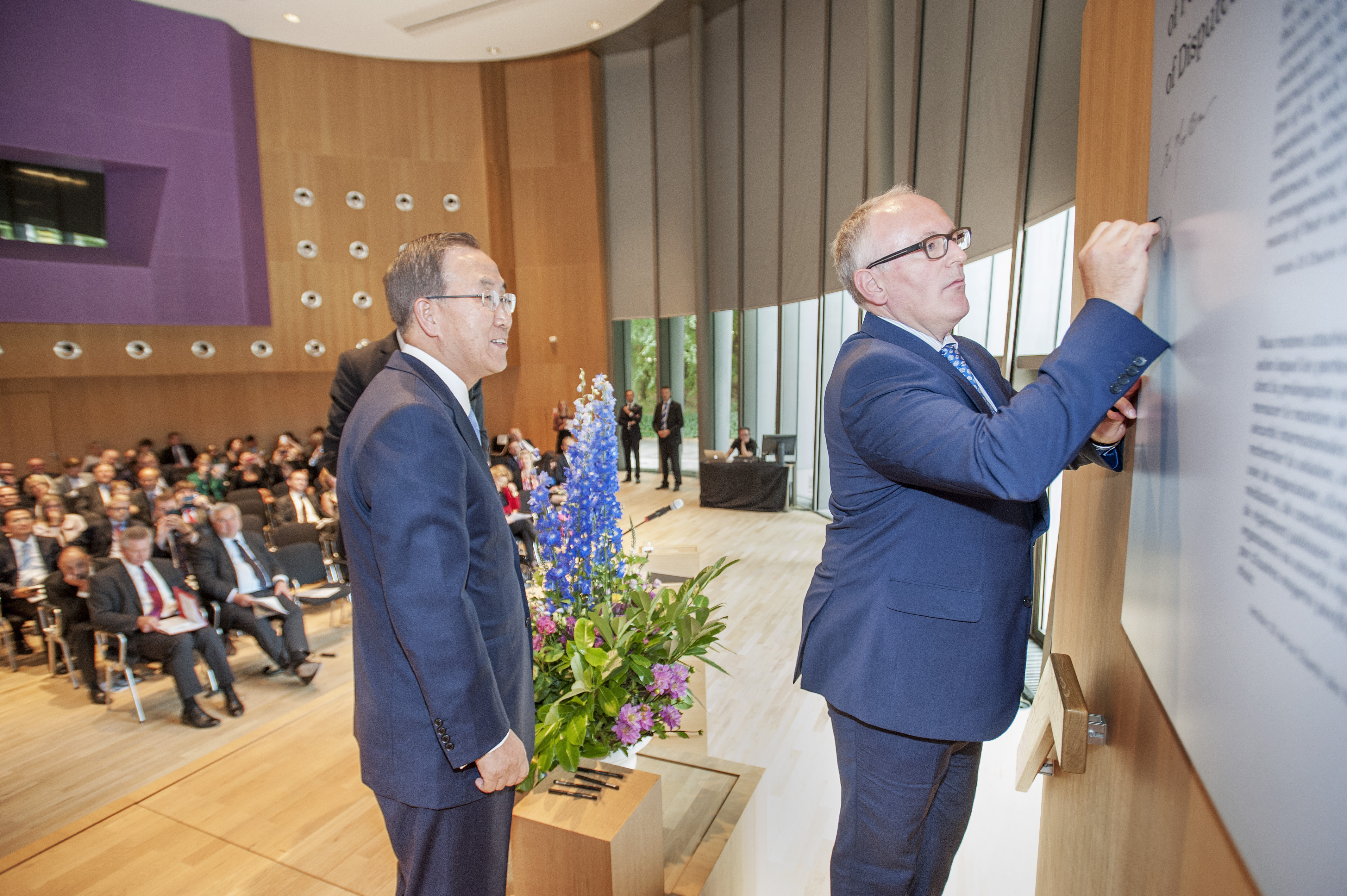
100 jaar Vredespaleis: Ban Ki-moon en Frans Timmermans
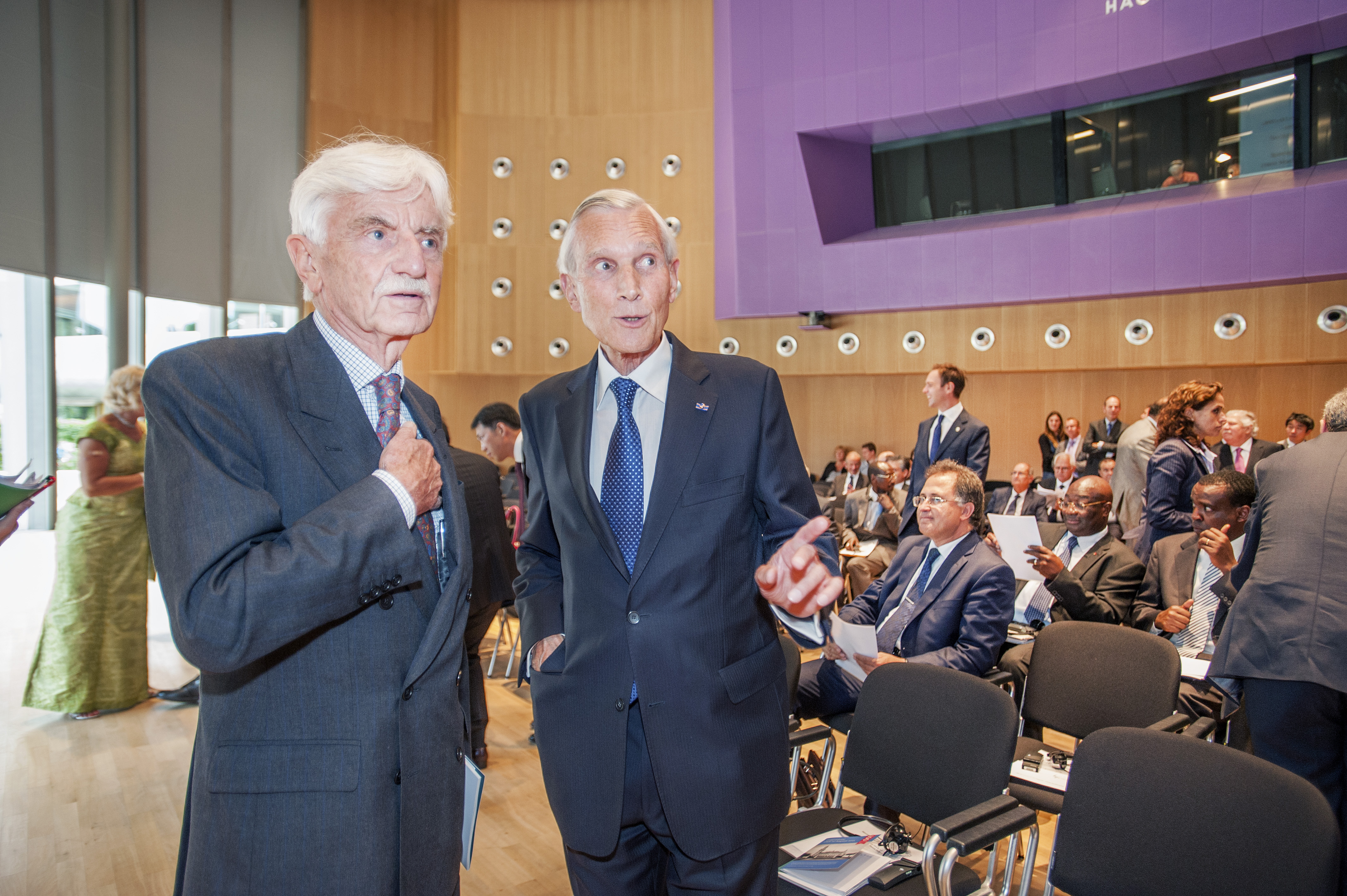
100 jaar Vredespaleis: Ben Bot

- Gemeinsame Normdatei: 13003553X
- International Standard Name Identifier: 0000 0000 5543 1730
- Library of Congress Control Number: no2007034644
- Nederlandse Thesaurus van Auteursnamen: 180808095
- RKD-Nederlands Instituut voor Kunstgeschiedenis: 284157
- Virtual International Authority File: 13404835
- WorldCat: E39PBJxWVhpBkQxMQm9DpppF8C